# Noah Kraus

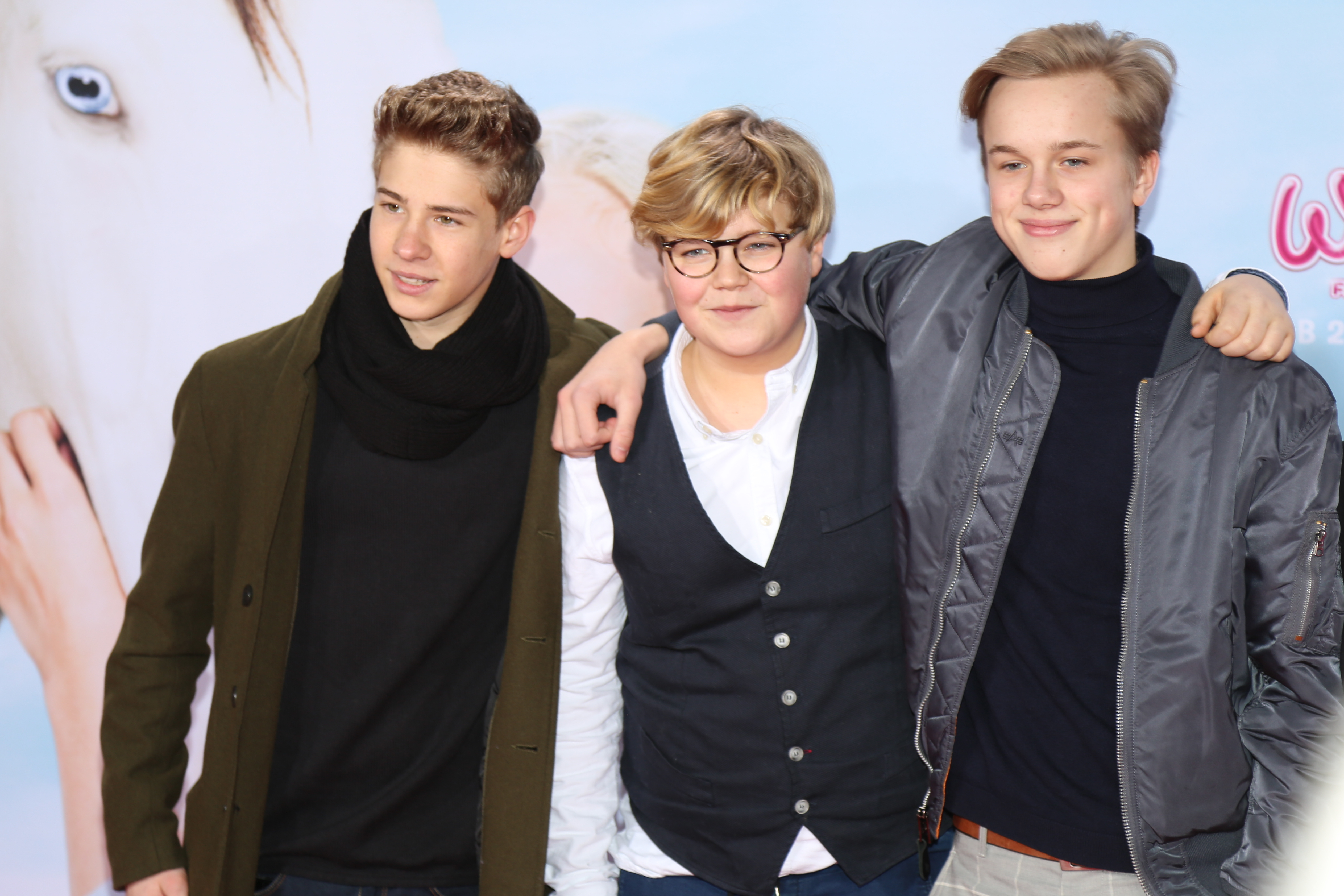
Philip Noah Schwarz, Lorenzo Germeno und Noah Kraus bei der Premiere von Wendy 2 (2018)

Noah Joël Kraus (* 2001 in Deutschland) ist ein deutscher Filmschauspieler und Sänger.

## Biografie
Nachdem Kraus 2011 unter seinem Namen Noah Joël Kraus gleich eine der Hauptrollen in dem von der FBW mit dem Prädikat „wertvoll“ ausgezeichneten Weihnachtsfilm gespielt hatte, verkörperte er 2013 in Christiane Balthasars Fernsehfilm Der Wagner-Clan. Eine Familiengeschichte Siegfried Wagner als Kind. Zur selben Zeit, nämlich im Zeitraum 2012 bis 2014, spielte er eine tragende Rolle in allen 30 Episoden der TNT Serie Add a Friend, der ersten eigenproduzierten Serie eines deutschen Pay-TV-Senders. In der Tragikomödie Der verlorene Bruder von Matti Geschonneck verkörperte Kraus 2016 Max Blaschke, den 13-jährigen Sohn des von Katharina Lorenz und Charly Hübner gespielten Ehepaares Blaschke, das seinem auf der Flucht verlorenen erstgeborenen Sohn nachtrauert und dabei übersieht, dass Max still unter der mangelnden Zuwendung der Eltern leidet. Im selben Jahr war er zudem in dem Filmdrama Die Frau an seiner Seite nach Katie Fforde zu sehen, bei dem Carlo Rola Regie führte. 2017 war Kraus einer der Protagonisten in dem dramatischen Familienfilm Wendy 2 – Freundschaft für immer in der Rolle des Daniel Hofstädter.
Seit 2020 produziert Noah Kraus Musikvideos, unter anderem Frieden mit der Stadt von Fynn Kliemann und 4 Schritte von 65Goonz. Am 3. Juni 2020 veröffentlichte er die erste Folge seiner ersten Kurzfilmserie Schiggi & Diggi auf YouTube.
Im Jahr 2024 übernahm Kraus fünf Rollen in Fernsehproduktionen. In der ARD-Reihe Schule am Meer spielte er unter der Regie von Miguel Alexandre eine Episodenhauptrolle. Im ZDF/KiKa-Film Sprengstoff verkörperte er die Hauptrolle des Tobi unter der Regie von Linus Liyas. Weitere Episodenhauptrollen hatte er in In aller Freundschaft – Die jungen Ärzte (Regie: Anka Venus), in Morden im Norden (Regie: Christoph Eichhorn) und in Ostfriesenhölle (Regie: Katrin Schmidt).
Am 20. März 2025 veröffentlichte Kraus gemeinsam mit der Band Wir sind Helden eine neue Version von deren Song Nur ein Wort. Innerhalb der ersten elf Tage erhielt der Song erhebliche Aufmerksamkeit und stieg als Neueinstieg auf Platz 31 der deutschen Single-Charts ein. Auf Spotify verzeichnet der Song mittlerweile über 12 Millionen Streams. Zudem hat er einen Vertrag bei Jinx Music & Universal Music unterschrieben.
Noah Kraus wird als Schauspieler von der Hamburger Agentur Gipfelstürmer Management vertreten.

## Filmografie (Auswahl)
- 2011: Als der Weihnachtsmann vom Himmel fiel
- 2013: Der Wagner-Clan. Eine Familiengeschichte (Fernsehfilm)
- 2012–2014: Add a Friend (Fernsehserie, 30 Folgen)
- 2015: Die Bergretter – Kein Weg zurück (Fernsehserie, S7/E01)
- 2015: Der verlorene Bruder (Fernsehfilm)
- 2016: Das Mädchen aus dem Totenmoor (Fernsehfilm)
- 2016: Katie Fforde: Die Frau an seiner Seite (Fernsehfilm)
- 2017: In aller Freundschaft – Die jungen Ärzte (Fernsehserie, Folge Mit Leib und Seele)
- 2018: Wendy 2 – Freundschaft für immer
- 2019: Rosamunde Pilcher: Morgens stürmisch, abends Liebe (Fernsehfilm)
- 2020: Sarah Kohr – Teufelsmoor
- 2020: Louis van Beethoven (Fernsehfilm)
- 2021: Wunderschön (Kinofilm)
- 2022: Die Discounter (Amazon Prime)
- 2024: In aller Freundschaft – Die jungen Ärzte (Fernsehserie, Folge Sichtweisen)
- 2024: Schule am Meer (Fernsehfilmreihe)
- 2024: Sprengstoff (Spielfilm)
- 2024: Morden im Norden (TV-Serie)
- 2024: Ostfriesenhölle (TV-Reihe)

## Auszeichnung
- 2012: Nominierung White Elephant-Special Award für Noah Kraus und Mercedes Jadea Diaz
in der Kategorie „Beste Nachwuchsdarsteller“ für ihre Leistung in dem Film Als der Weihnachtsmann vom Himmel fiel